# Centrum Obsługi Inwestora
Centrum Obsługi Inwestora (COI) – sieć 16 jednostek, znajdująca się głównie w strukturach Urzędów Marszałkowskich oraz agencji rozwoju regionalnego, powstała w latach 2004–2005 we współpracy Polską Agencją Informacji i Inwestycji Zagranicznych (od 2017 Polska Agencja Inwestycji i Handlu) z marszałkami województw. COI zostały utworzone w celu wsparcia przyciągania bezpośrednich inwestycji zagranicznych do regionów. 
COI są finansowane przez swoje macierzyste instytucje.
Usługi COI związane z obsługą inwestorów są bezpłatne.

## Inne znaczenia
Centrami obsługi inwestorów określane są także wyspecjalizowane jednostki zajmujące się działalnością promocyjną lub obsługą nowych inwestorów, działające najczęściej w strukturach urzędów dużych miast.